# Campeonato Carioca de Futebol de 2008
O Campeonato Carioca de 2008 foi a 111.ª edição desta competição futebolística organizada anualmente pela Federação de Futebol do Estado do Rio de Janeiro (FERJ).
O campeão foi o Flamengo que venceu o Botafogo na decisão pelo placar de 4–1 no agregado, garantindo a sua 30.ª conquista, o bicampeonato seguido, e igualar o número de títulos do Fluminense. Os rebaixados desta edição foram o America, da cidade do Rio de Janeiro, pela primeira vez em sua história e o Cardoso Moreira, estreante na competição e sediado na cidade homônima. Nesta edição, os clubes interioranos não puderam disputar todos os seus jogos em seus estádios, fator determinante para o G4 carioca dominar a competição.

## Formato e participantes

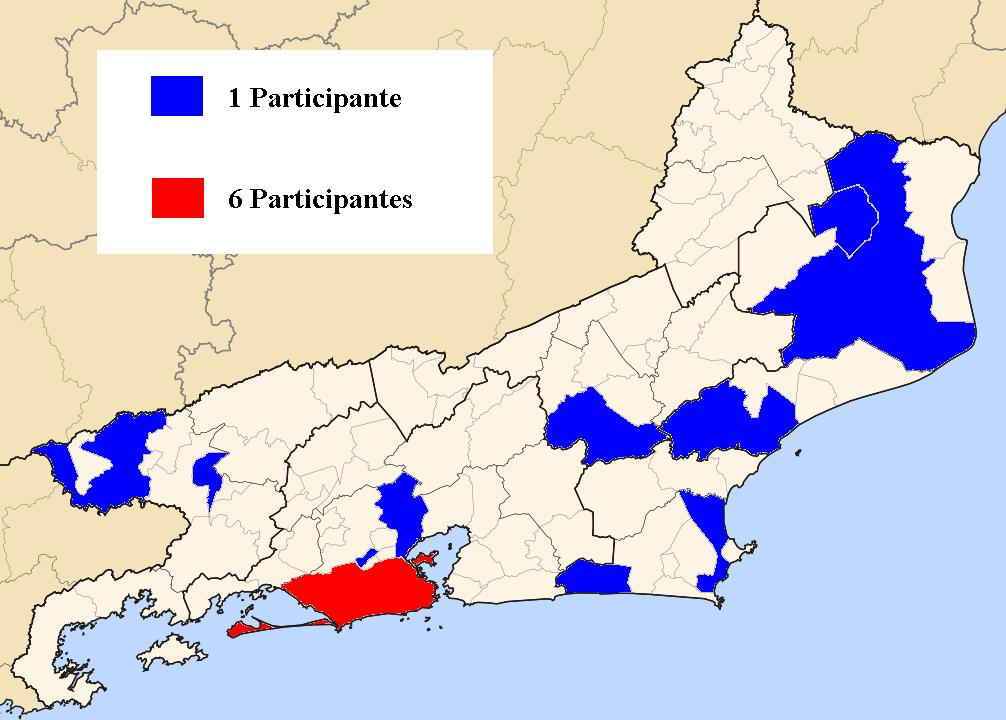
Na imagem, as cidades destacadas pelo número de participantes sediados nelas.

O formato da edição foi a seguinte: na Taça Guanabara, as 16 equipes seriam divididas em dois grupos de 8 e se enfrentariam até o fim do turno, com as duas melhores de cada realizando um cruzamento olímpico. Na Taça Rio, as equipes enfrentariam apenas as do outro grupo, para depois novamente realizar o cruzamento olímpico. Então, a final seria realizada entre os campeões dos dois turnos, e no caso de uma equipe vencer ambos, seria declarada campeã automaticamente.
Algumas diferenças deste formato da edição de 2007, são o número de participantes, aumentados de 12 para 16, e o número de rebaixados, de 1 para 2. Abaixo, as equipes participantes desta edição:
| Equipe          | Cidade                |
| --------------- | --------------------- |
| America         | Rio de Janeiro        |
| Americano       | Campos dos Goytacazes |
| Boavista-RJ     | Saquarema             |
| Botafogo        | Rio de Janeiro        |
| Cabofriense     | Cabo Frio             |
| Cardoso Moreira | Cardoso Moreira       |
| Duque de Caxias | Duque de Caxias       |
| Flamengo        | Rio de Janeiro        |
| Fluminense      | Rio de Janeiro        |
| Friburguense    | Nova Friburgo         |
| Macaé           | Macaé                 |
| Madureira       | Rio de Janeiro        |
| Mesquita        | Nova Iguaçu           |
| Resende         | Resende               |
| Vasco da Gama   | Rio de Janeiro        |
| Volta Redonda   | Volta Redonda         |

## Taça Guanabara

### Grupo A
| Pos | Equipe          | Pts | J | V | E | D | GP | GC | SG  | Classificado |
| --- | --------------- | --- | - | - | - | - | -- | -- | --- | ------------ |
| 1   | Flamengo        | 18  | 7 | 6 | 0 | 1 | 19 | 7  | +12 | Próxima fase |
| 2   | Fluminense      | 17  | 7 | 5 | 2 | 0 | 23 | 8  | +15 | Próxima fase |
| 3   | Macaé           | 11  | 7 | 3 | 2 | 2 | 9  | 5  | +4  |              |
| 4   | Boavista-RJ     | 11  | 7 | 3 | 2 | 2 | 11 | 10 | +1  |              |
| 5   | Volta Redonda   | 7   | 7 | 2 | 1 | 4 | 13 | 14 | −1  |              |
| 6   | Duque de Caxias | 7   | 7 | 2 | 1 | 4 | 12 | 16 | −4  |              |
| 7   | Cardoso Moreira | 7   | 7 | 2 | 1 | 4 | 9  | 19 | −10 |              |
| 8   | America         | 1   | 7 | 0 | 1 | 6 | 8  | 25 | −17 |              |

### Grupo B
| Pos | Equipe        | Pts | J | V | E | D | GP | GC | SG  | Classificado |
| --- | ------------- | --- | - | - | - | - | -- | -- | --- | ------------ |
| 1   | Botafogo      | 16  | 7 | 5 | 1 | 1 | 20 | 8  | +12 | Próxima fase |
| 2   | Vasco da Gama | 15  | 7 | 5 | 0 | 2 | 19 | 8  | +11 | Próxima fase |
| 3   | Madureira     | 13  | 7 | 4 | 1 | 2 | 15 | 11 | +4  |              |
| 4   | Cabofriense   | 10  | 7 | 3 | 1 | 3 | 13 | 14 | −1  |              |
| 5   | Friburguense  | 10  | 7 | 3 | 1 | 3 | 7  | 8  | −1  |              |
| 6   | Resende       | 6   | 2 | 2 | 0 | 0 | 5  | 14 | −9  |              |
| 7   | Mesquita      | 6   | 7 | 1 | 3 | 3 | 5  | 14 | −9  |              |
| 8   | Americano     | 4   | 7 | 1 | 1 | 5 | 5  | 12 | −7  |              |

### Fases finais
Em itálico, as equipes que possuem o mando de campo no primeiro confronto; em negrito as equipes classificadas.
|  | Semifinais    | Semifinais    | Semifinais |          |          | Final    | Final | Final |  |
|  |               |               |            |          |          |          |       |       |  |
|  | Botafogo      | Botafogo      | 2          |          |          |          |       |       |  |
|  | Botafogo      | Botafogo      | 2          |          |          |          |       |       |  |
|  | Fluminense    | Fluminense    | 0          |          |          |          |       |       |  |
|  | Fluminense    | Fluminense    | 0          |          | Flamengo | Flamengo | 2     |       |  |
|  |               |               |            |          | Flamengo | Flamengo | 2     |       |  |
|  |               |               | Botafogo   | Botafogo | 1        |          |       |       |  |
|  | Flamengo      | Flamengo      | Botafogo   | Botafogo | 1        | 2        |       |       |  |
|  | Flamengo      | Flamengo      |            |          |          |          |       |       |  |
|  | Vasco da Gama | Vasco da Gama | 1          |          |          |          |       |       |  |

| Fonte: Bola n@ Área |

#### Premiação
| Taça Guanabara de 2008           |
| -------------------------------- |
| Flamengo Bicampeão (18.º título) |

## Taça Rio

### Grupo A
| Pos | Equipe          | Pts | J | V | E | D | GP | GC | SG  | Classificado |
| --- | --------------- | --- | - | - | - | - | -- | -- | --- | ------------ |
| 1   | Fluminense      | 19  | 8 | 6 | 1 | 1 | 23 | 10 | +13 | Próxima fase |
| 2   | Flamengo        | 17  | 8 | 5 | 2 | 1 | 19 | 9  | +10 | Próxima fase |
| 3   | Boavista-RJ     | 11  | 8 | 3 | 2 | 3 | 15 | 16 | −1  |              |
| 4   | Volta Redonda   | 10  | 8 | 3 | 1 | 4 | 12 | 16 | −4  |              |
| 5   | Macaé           | 10  | 8 | 3 | 1 | 4 | 11 | 16 | −5  |              |
| 6   | Duque de Caxias | 9   | 8 | 3 | 0 | 5 | 9  | 15 | −6  |              |
| 7   | America         | 9   | 8 | 2 | 3 | 3 | 9  | 9  | 0   |              |
| 8   | Cardoso Moreira | 2   | 8 | 0 | 2 | 6 | 6  | 16 | −10 |              |

### Grupo B
| Pos | Equipe        | Pts | J | V | E | D | GP | GC | SG  | Classificado |
| --- | ------------- | --- | - | - | - | - | -- | -- | --- | ------------ |
| 1   | Botafogo      | 21  | 8 | 7 | 0 | 1 | 23 | 7  | +16 | Próxima fase |
| 2   | Vasco da Gama | 16  | 8 | 5 | 1 | 2 | 20 | 7  | +13 | Próxima fase |
| 3   | Resende       | 13  | 7 | 3 | 4 | 0 | 22 | 19 | +3  |              |
| 4   | Cabofriense   | 11  | 8 | 3 | 2 | 3 | 8  | 8  | 0   |              |
| 5   | Madureira     | 10  | 8 | 3 | 1 | 4 | 7  | 12 | −5  |              |
| 6   | Americano     | 9   | 8 | 3 | 0 | 5 | 7  | 14 | −7  |              |
| 7   | Friburguense  | 7   | 8 | 2 | 1 | 5 | 10 | 18 | −8  |              |
| 8   | Mesquita      | 6   | 8 | 1 | 3 | 4 | 10 | 19 | −9  |              |

### Fases finais
Em itálico, as equipes que possuem o mando de campo no primeiro confronto; em negrito as equipes classificadas.
|  | Semifinais       | Semifinais       | Semifinais |          |            | Final      | Final | Final |  |
|  |                  |                  |            |          |            |            |       |       |  |
|  | Fluminense (pen) | Fluminense (pen) | 1 (5)      |          |            |            |       |       |  |
|  | Fluminense (pen) | Fluminense (pen) | 1 (5)      |          |            |            |       |       |  |
|  | Vasco da Gama    | Vasco da Gama    | 1 (4)      |          |            |            |       |       |  |
|  | Vasco da Gama    | Vasco da Gama    | 1 (4)      |          | Fluminense | Fluminense | 0     |       |  |
|  |                  |                  |            |          | Fluminense | Fluminense | 0     |       |  |
|  |                  |                  | Botafogo   | Botafogo | 1          |            |       |       |  |
|  | Botafogo         | Botafogo         | Botafogo   | Botafogo | 1          | 3          |       |       |  |
|  | Botafogo         | Botafogo         |            |          |            |            |       |       |  |
|  | Flamengo         | Flamengo         | 0          |          |            |            |       |       |  |

| Fonte: Bola n@ Área |

#### Premiação
| Taça Rio de 2008                |
| ------------------------------- |
| Botafogo Bicampeão (4.º título) |

## Final

### Primeiro jogo (ida)
| 27 de abril | Flamengo  | 1 – 0         | Botafogo | Maracanã, Rio de Janeiro    |
|             | Obina 80' | Ficha técnica |          | Árbitro: Gutemberg de Paula |

### Segundo jogo (volta)
| 4 de maio | Botafogo         | 1 – 3         | Flamengo                              | Maracanã, Rio de Janeiro           |
|           | Lucio Flavio 22' | Ficha técnica | Obina 48', 90+1' · Diego Tardelli 81' | Árbitro: Luís Antônio Silva Santos |

#### Premiação
| Campeonato Carioca de Futebol de 2008 |
| ------------------------------------- |
| Flamengo Bicampeão (30.º título)      |